# IAR-818
IAR-818 byl rumunský víceúčelový letoun vzniklý jako nástupce letounu IAR-817. Byl vyvinut a vyráběn výzkumným centrem I.C.R.M.A. (Intreprinderea de construcfii fi reparafii material aeronautic, Bukurešť) ve standardní (především jako práškovací letadlo) i hydroplánové formě. První let se uskutečnil v roce 1960.

## Vznik a vývoj
Letoun byl zalétán v roce 1960. Konstrukční tým vedl ing. Radu Manicatide (1912-2004). Výroba byla zahájena v roce 1961 a od roku 1964 vyráběla společnost l.R.M.A. z Bukurešti hydroplánovou verzi. Díky výkonnějšímu motoru a úpravám aerodynamického profilu byly některé výkony tohoto letadla lepší než u jeho předchůdce IAR-817. Původní výrobce letounů řady IAR-800 URMV-3 Brasov byl rozpuštěn v roce 1960 a později nahrazen společností ICA v areálu mezinárodního letiště Brașov-Ghimbav International Airport (GHV/LRBV). Společnost ICA-Ghimbav pokračovala ve výrobě kluzáků a lehkých/zemědělských letadel podle návrhů Ing. Silimona (označení IS a IAR) a Ing. Manicatideho (označení IAR).

## Popis letounu
Jednalo se o jednomotorový hornoplošník s podpěrným trupem svařované ocelové trubkové konstrukce a dřevěnými křídly potaženými impregnovanou látkou. Měl pevný tříkolový podvozek. Letoun byl poháněn jedním vzduchem chlazeným šestiválcovým invertním řadovým motorem Walter M-337 o výkonu 125 kW (170 k). Po roce 1964 (po převedení výroby tohoto motoru do Avie Letňany) byl osazován přejmenovaným motorem na Avia-M337 o stejném výkonu. Bylo to je jedno z prvních (ne-li úplně první) sériově vyráběné letadlo v Rumunsku, které používalo winglety ke snížení odporu křídel. Letadlo mohlo být vybaveno lyžemi pro přistání na sněhu. Hydroplánová verze IAR-818H vyráběná od roku 1964 měla dva plováky a přidanou ploutev na spodní části draku.

## Provoz
Byl široce využíván jako práškovací letadlo v zemědělství, pro tažení kluzáků, pro parašutistický výcvik, pro letecké fotografování, jako spojovací letoun a také jako ambulantní letoun v záchranné službě. Ambulantní verze měla v kabině jedno nosítko a místa pro jednoho sedícího zraněného a pro doprovodnou osobu. Celkem bylo imatrikulováno 105 letadel.
Hydroplán sloužil jako komunikační a záchranné letadlo pro letecké i námořní operace v oblastech bez přistávacích ploch, v jezerních oblastech a deltách, jako je ta u Dunaje, a také pro spolupráci s rybářskými flotilami, kterým signalizuje přítomnost hejn ryb v Černém moři. Letadlo bylo také používáno k přepravě balíků a léků a jako sanitní v méně dostupných oblastech delt a k přepravě cestujících mezi přímořskými letovisky.

## Dochované exempláře
Jako jediný dochovaný kus je označován vrak letounu umístěný v městě Pucioasa (Muzeul Aviatic). Letoun s imatrikulací YR-SCM (výr. číslo 76) byl v roce 2025 provozován z letiště Aeroportul International Aurel Vlaicu (BBU/LRBS) v Bukurešti.

## Specifikace
Údaje dle zdroje

### Technické údaje
- Osádka: 1-2
- Kapacita: 5-6 cestujících
- Rozpětí: 12,1 m
- Délka: 9,9 m (9,97 m verze H)
- Výška: 3,3 m (3,84 m verze H)
- Plocha křídla (nosná plocha): 25,4 m²
- Hmotnost prázdného letadla: 805 kg (880 kg verze H)
- Vzletová hmotnost: 1180 kg (1220 kg verze H)
- Pohonná jednotka: 1 x Walter M-337, 6válcový invertní vzduchem chlazený řadový pístový motor
- Výkon: 125 kW (170 k) při 2 600 ot/min
- Vrtule: 2listá vrtule s proměnným stoupáním

### Výkony
- Maximální rychlost: 185 km/h (172 km/h verze H)
- Cestovní rychlost: 165 km/h (155 km/h verze H)
- Min. rychlost letu (přistávací rychlost): 60 km/h
- Dostup: 4 000 m (3 500 m verze H)
- Rychlost stoupání: 1000 m za 7 minut 30 vteřin, 133 m/min
- Dolet: 500-1100 km
- Délka vzletu: 80-100 m
- Délka přistání: 40 m

### Související stránky
- Industria Aeronautică Română
- Walter M-337